# Los caprichos

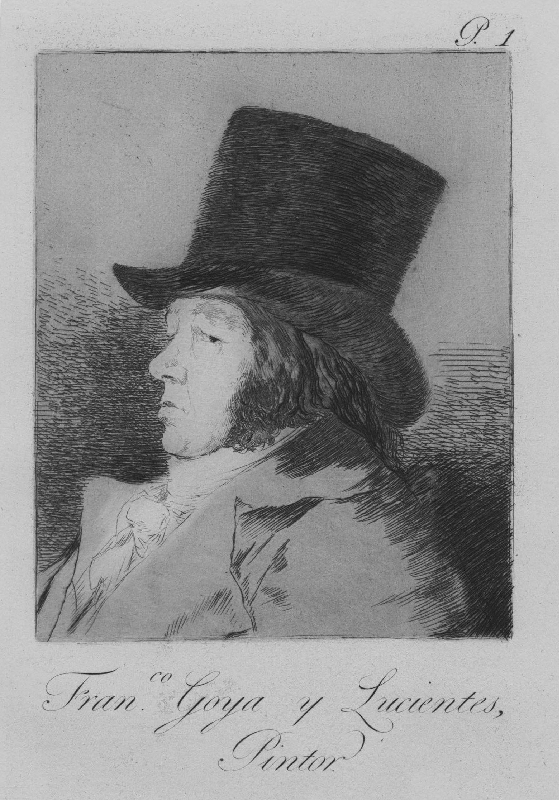
Capricho n.º 1.-
Como preludio de sus Caprichos, Goya se retrató mostrándonos al autor de esta serie de sátiras sobre la sociedad española de su tiempo. Se representó en actitud satírica y como un personaje importante.

«Los caprichos» es una serie de 80 grabados del pintor español Francisco de Goya, que representa una sátira de la sociedad española de finales del siglo XVIII, sobre todo de la nobleza y del clero.
En la primera mitad presentó los grabados más realistas y satíricos criticando desde la razón el comportamiento de sus congéneres. En la segunda parte abandonó la racionalidad y representó grabados fantásticos donde mediante el absurdo mostró visiones delirantes de seres extraños.
Empleó una técnica mixta de aguafuerte, aguatinta y retoques de punta seca. Deformó exageradamente las fisonomías y los cuerpos de los que representan los vicios y torpezas humanas dando aspectos bestiales.
Goya, muy relacionado con los ilustrados, compartía sus reflexiones sobre los defectos de su sociedad. Eran contrarios al fanatismo religioso, a las supersticiones, a la Inquisición, a algunas órdenes religiosas, aspiraban a leyes más justas y a un nuevo sistema educativo. Todo ello lo criticó humorísticamente y sin piedad en estas láminas. Consciente del riesgo que asumía y para protegerse, dotó a algunas de sus estampas con rótulos imprecisos, sobre todo las sátiras de la aristocracia y del clero. También diluyó el mensaje ordenando ilógicamente los grabados. De todas formas, sus contemporáneos entendieron en los grabados, incluso en los más ambiguos, una sátira directa a su sociedad y también a personajes concretos, si bien este último aspecto el artista siempre lo rechazó.
La serie se publicó en febrero de 1799, pero al perder el poder Godoy y los ilustrados, el pintor retiró los ejemplares aún disponibles de forma precipitada por temor a la Inquisición, solo 14 días después de salir a la venta. En 1807, para salvar los Caprichos, decidió ofrecer al rey las planchas y los 240 ejemplares no vendidos, con destino a la Real Calcografía, a cambio de una pensión vitalicia de doce mil reales anuales para su hijo Javier.
Se conocen trece ediciones oficiales: la de 1799, cinco en el siglo XIX, y siete en el siglo XX. Siendo la última en 1970 realizada por la Real Academia de las Bellas Artes de San Fernando.
Los Caprichos han influido en varias generaciones de artistas de movimientos tan dispares como el Romanticismo francés, el Impresionismo, el Expresionismo alemán o el Surrealismo.
MacColl y Malraux consideraron a Goya uno de los precursores del arte moderno, mencionando las innovaciones y rupturas de los Caprichos.

## Su historia
En 1799, se ponía a la venta una colección de ochenta estampas de asuntos caprichosos grabadas al aguafuerte por el pintor Francisco de Goya, que contaba 53 años de edad. Estos grabados, mediante el ridículo, la extravagancia y la fantasía, censuraban errores y vicios de la España de la época.

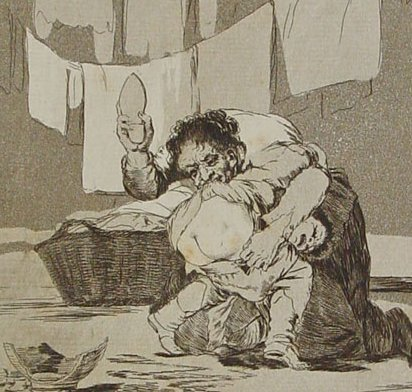
«25.-Si quebró el cántaro». (Detalle) Goya criticó en esta estampa la violencia en la educación de los niños.
Los ilustrados creían que la educación podía corregir los defectos y errores humanos.

Para conocer la génesis de los Caprichos es preciso referirse a los años anteriores. Así, en la década de 1780, Goya comenzó a relacionarse con algunos de los más importantes intelectuales del país, Gaspar Melchor de Jovellanos, Juan Meléndez Valdés, Leandro Fernández de Moratín y Juan Agustín Ceán Bermúdez que lo introdujeron en los ideales de la Ilustración. Compartió con ellos la oposición al fanatismo religioso, a la superstición, a la Inquisición y a algunas órdenes religiosas. Pretendían leyes más justas y un sistema educativo acorde con el individuo.
En 1788 subió al trono Carlos IV. Con motivo de su coronación, Goya lo retrató con su esposa María Luisa, siendo nombrado a continuación Pintor de Cámara del rey.
El periodo de la Revolución francesa tuvo repercusiones en España. Carlos IV paralizó las ideas ilustradas y apartó de la vida pública a los pensadores más avanzados. Los amigos ilustrados de Goya fueron perseguidos. La prisión de Cabarrús y el destierro de Jovellanos debieron preocupar a Goya.
En un viaje de Madrid a Sevilla en enero de 1793 cayó enfermo quizás de un ataque de apoplejía. Lo llevaron a restablecerse a Cádiz a casa de su amigo ilustrado Sebastián Martínez buscando los buenos médicos de la Facultad y el clima benevolente de esta ciudad. No está claro la enfermedad que tuvo y se han señalado varias hipótesis: enfermedad venérea, trombosis, síndrome de Meniere, síndrome de Vogt-Koyanagi-Harada y, últimamente, una intoxicación por plomo. Quedó sordo, al principio no veía bien, andaba dificultosamente con problemas para mantener el equilibrio. La enfermedad le mantuvo casi medio año en Cádiz. Al volver a Madrid tardó mucho tiempo en recuperar su actividad habitual. Así en marzo de 1794, el director de la Fábrica de Tapices consideraba que Goya estaba imposibilitado para pintar a consecuencia de su enfermedad. En abril de 1797, dimitió como Director de la Academia debido a las convalecencias de sus dolencias habituales.
La gran crisis en su vida que provocó su grave enfermedad, la conmoción que le produjo estar a un paso de la muerte y la sordera permanente que le originó supuso un cambio crucial en su vida. Su obra posterior a 1793 tiene una profundidad y una seriedad nuevas. Su actitud se había vuelto más crítica y su sordera había agudizado su receptividad interior. Su lenguaje se hizo rico y enigmático. El ideario de la Ilustración se convirtió en un referente constante. Lo reconoció Francisco Zapater, su amigo y biógrafo, que manifestó que Goya en el último decenio del siglo XVIII, «se vio agitado por las nuevas ideas que recorrían Europa». Sin embargo, su ideario evolucionó hacia el escepticismo. Pasó de confiar en el pensamiento ilustrado que pretendía la mejora de la sociedad mostrando sus errores y vicios a convertirse en un precursor del mundo actual que había perdido la confianza en la capacidad intelectual de los hombres para regenerar su sociedad y solo encuentra un mundo oscuro sin ideales. Este tránsito y evolución en su manera de pensar se produjo durante la elaboración de los Caprichos y se aprecia claramente en unas láminas con unas sátiras de clara inspiración ilustrada y otras donde aparece su escepticismo en las posibilidades del hombre.
En su obra, los críticos distinguen entre lo realizado antes de su enfermedad y lo ejecutado después, considerando esto último el estilo más valioso y auténtico del pintor. Hay un importante testimonio, la carta que escribió Goya a su amigo de la Academia Bernardo Iriarte el 4 de enero de 1794 donde decía que convaleciente de su grave enfermedad, había realizado obras en las que hacía observaciones y descubrimientos que no habrían sido posibles en las obras de encargo. Se refería a pinturas pequeñas muy originales de temas como la Inquisición o el manicomio y otras populares. En ellas desarrollaba una visión muy personal e intensa con un estilo expresivo extremado. Por tanto no solo existe una división cronológica de su arte fijado por su enfermedad, sino también una división entre obras de encargo, sujetas a inevitables restricciones por los convencionalismos de la época y otras obras más personales para amigos y para él mismo, que le permitieron expresarse con total libertad.

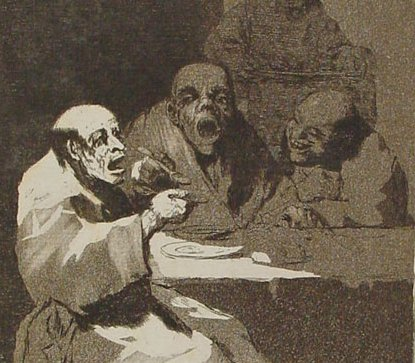
«13.-Están calientes.» (Detalle)
En este grabado, cuyo primer dibujo preparatorio pertenece al Álbum B, se aprecian las novedades que introdujo en el citado álbum y que empleó con profusión en los Caprichos: claroscuro, uso expresionista y no realista de la luz iluminando solo los puntos a destacar, leyenda ambigua y mensaje visual múltiple

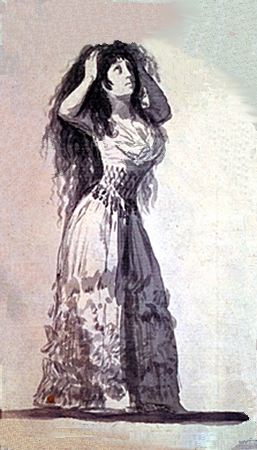
Su relación con la duquesa de Alba inspiró sus sátiras sobre la inconstancia de la mujer en el amor y su impiedad con los amantes.
Dibujo del Álbum A de la Duquesa peinándose.
Tinta china lavada

El 1796 regresó a Andalucía con Ceán Bermúdez y desde julio estuvo con la duquesa de Alba en Sanlúcar de Barrameda que había quedado viuda el mes anterior. El encuentro con ella supuso un periodo de sensualidad que reflejó en una serie de dibujos magistrales donde aparece la duquesa: el Álbum llamado A o Álbum de Sanlúcar que inspirará algunos de los temas de los Caprichos. También el amargo desenlace y la separación parece inspirar otras estampas de la serie.
Después realizó los dibujos del denominado Álbum B o de Sanlúcar-Madrid donde criticó vicios de su época mediante caricaturas. En este álbum, incrementó el efecto del claroscuro, haciendo uso de las zonas de luz para destacar las zonas que tenían importancia ideológica. Este uso expresionista y no realista de la luz, ya utilizado en las pinturas de la Cartuja de Aula Dei, fue empleado con profusión en los Caprichos. También en este cuaderno, comenzó a escribir títulos o frases en las composiciones. Se trata de comentarios punzantes y, a menudo, con un doble significado en la mejor tradición literaria española. Así mismo, comenzó a llenar sus imágenes también de un doble significado visual, y combinando ambas encontramos dibujos con varios significados distintos tanto en las imágenes como en los textos. También este aspecto fue desarrollado en profundidad en los Caprichos.

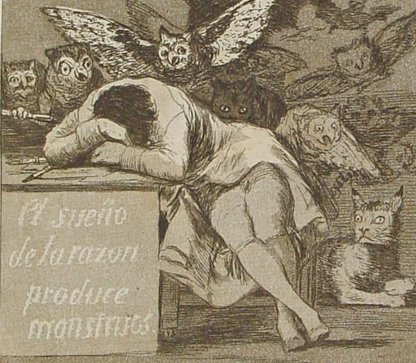
«43.-El sueño de la razón produce monstruos.» (Detalle)En principio Goya tenía previsto que fuera la portada de sus grabados. Aquí se retrató de forma muy diferente a como finalmente decidió presentarse en el inicio de los Caprichos: abstraído, medio dormido y rodeado de sus obsesiones. Un búho le alcanza los útiles de dibujar, señalando claramente la procedencia de sus invenciones.
En el dibujo preparatorio, pensado como Sueño, dice: «... El Autor soñando. Su intento solo es desterrar vulgaridades perjudiciales y perpetuar con esta obra de caprichos, el testimonio sólido de la verdad».

Goya concibió inicialmente esta serie de grabados como Sueños (y no como Caprichos), realizando al menos 28 dibujos preparatorios, 11 de ellos del Álbum B (en el Museo del Prado salvo alguno que ha desaparecido). La portada la pensaba titular: «Sueño 1º Idioma universal. Dibujado y grabado por Francisco de Goya. Año 1797. El Autor soñando. Su intento solo es desterrar vulgaridades perjudiciales y perpetuar con esta obra de caprichos, el testimonio sólido de la verdad». Los Sueños serían una versión gráfica de los Sueños literarios del escritor satírico Francisco de Quevedo que escribió entre 1607 y 1635 una serie donde soñaba que estaba conversando en el Infierno, tanto con los demonios como con los condenados. En los Sueños de Quevedo, como después en los Caprichos, los pecadores conservan su forma humana o toman atributos de animales que simbolizan sus vicios o son brujas como en el Sueño 3. El proyecto de esta edición constaba de 72 estampas. Se publicó un anuncio de venta en 1797 donde se especificaba que el tiempo de suscripción iba a durar dos meses, pues aún faltaban por imprimir las láminas. El precio fijado fue de 288 reales pagaderos en dos meses.
También hay otros precedentes donde Goya se pudo inspirar. Así en las colecciones reales se encontraban las obras de el Bosco, donde sus extrañas criaturas seguramente eran hombres y mujeres cuyos vicios los habían convertido en animales que representan sus defectos. En las sátiras de Arriaga (1784) se ven a los hombres convertidos en burros, monos o perros, los ministros y ladrones son lobos y los escribanos son gatos (igual que en los Caprichos 21 y 24).
Goya, en un momento dado, cambió el nombre de sus grabados a Caprichos y pensaba aprovechar todos los Sueños menos tres como Caprichos. Se sabe porque los dibujos presentan señales de haberse humedecido para pasarlos a planchas. La palabra Capricci se había empleado en las conocidas estampas de Jacques Callot de 1617 y en los Capricci de Giambatista Tiepolo para denominar imaginaciones de la realidad.
Como grabador alcanzó la madurez en esta serie. Anteriormente había realizado otra serie con grabados de pinturas de Velázquez. Goya precisó aprender a grabar pues entonces los pintores no conocían esta técnica, más bien se consideraba un trabajo de artesano. La técnica habitual en España era el grabado a buril que precisaba diez años de aprendizaje. Goya aprendió una técnica diferente, el aguafuerte, que es similar a dibujar. Aprendió además una segunda técnica mucho más complicada, el aguatinta, que le permitía gradaciones de manchas desde el blanco al negro, algo similar a realizar aguadas en pintura. Empleó ambas técnicas simultáneamente, era algo novedoso y consiguió unos grabados que son bastantes parecidos a las pinturas. Se desconoce dónde se estamparon los cobres; Glendinning señala como posible una imprenta, pero según Carderera fue la casa o taller del pintor.
La forma definitiva de la serie de los Caprichos de ochenta estampas estaba terminada el 17 de enero de 1799, pues hay un recibo del Archivo de Osuna que en esa fecha le abonaron 4 series compradas por la duquesa de Osuna.
En el Diario de Madrid del 6 de febrero de 1799 se anunció la venta de la colección y en él se encontraba la motivación del pintor. Se pusieron a la venta 300 ejemplares. El anuncio señalaba que se vendía en la perfumería de la calle Desengaño, n.º 1, el mismo edificio donde habitaba Goya.
Según el anuncio del Diario Madrid, Goya pretendía imitar la literatura en la censura y vicios humanos y hay todo un programa estético, sociológico y moral en la exposición de los motivos de su obra. Dado el perfil literario del anuncio, se ha especulado con que alguno de los amigos de Goya fuese el autor del texto. Otro aspecto que se destacaba en el Anuncio es que en ningún momento se había propuesto el autor ridiculizar a ningún individuo concreto. Sin embargo sus contemporáneos si vieron acusaciones concretas, aspecto muy peligroso en aquella época convulsionada. En general, el anuncio parece mostrar ciertas reservas y precauciones ante posibles acusaciones sobre su contenido, como de hecho ocurrió.
Como se ha señalado, Goya se relacionaba con personas comprometidas en la lucha por la renovación de la vida española. El mensaje del Diario Madrid coincidía con las reflexiones de los ilustrados sobre cuales eran las fuerzas hostiles al desarrollo de la razón. Por tanto Goya se adhirió al programa de renovación de los ilustrados. Consciente de su arriesgada crítica y para protegerse, dotó a las estampas de unos rótulos a veces precisos, pero otras veces imprecisos, sobre todo los que corresponden a la crítica de la aristocracia y del clero. También en la ordenación y numeración de los grabados, Goya suavizó el mensaje dando una ordenación ilógica. Si esta hubiese sido más adecuada, la censura y la crítica tendrían una lectura más explosiva y más comprometedora para él.
Aunque Goya había arriesgado, en el momento de su publicación, los Caprichos tenían el apoyo de sus amigos ilustrados que nuevamente se encontraban en el poder desde noviembre de 1797.
Sin embargo, la caída del poder de Godoy y la ausencia de Jovellanos y Saavedra en el Gobierno precipitaron los acontecimientos. Goya, quizás asustado por la posible intervención de la Inquisición, retiró de la venta los Caprichos. Aunque en una carta posterior de 1803 de Goya a Miguel Cayetano Soler, este decía que estuvo la serie a la venta dos días, se equivocó y fueron catorce. Se supone que Goya quiso atenuar las alusiones que pudieran perjudicarle.
El temor a la Inquisición, que entonces velaba por la moral pública y por mantener el tipo de sociedad existente, era real pues estos grabados atacaban al clero y a la alta nobleza.
La causa concreta que originó el conflicto de los Caprichos con la Inquisición está bien explicada en el libro La Inquisición sin máscara, publicado en Cádiz en 1811 por el ilustrado Antonio Puigblanch (con el pseudónimo de Nataniel Jomtob):

En la célebre colección de estampas satíricas de D. Francisco Goya y Lucientes, Pintor de Cámara de Carlos IV, conocida con el nombre de Caprichos, hay dos destinadas a la burla de la Inquisición. En la primera, que es la 23, y que presenta un autillo, reprehende el autor la codicia de los inquisidores de la manera siguiente. Pinta un reo sentado en una grada o banquillo encima de un tablado con sambenito y coroza, la cabeza caída sobre el pecho con ademán de avergonzado, y al secretario leyéndole la sentencia desde el púlpito a presencia de un numeroso concurso de eclesiásticos, con este lema al pie: aquellos polvos. Debe suplirse la segunda parte del refrán, que es: trajeron estos lodos. La explicación que anda manuscrita es, en estos términos: los autillos son el agostillo, y la diversión de cierta clase de gente. Por ella se ve que el lema debe aplicarse, no al reo como a primera vista parecía, sino al tribunal... Dicha obra, a pesar del velo con que la cubrió su autor, ya figurando los objetos en caricatura, ya aplicándoles inscripciones indirectas o vagas, fue delatada a la Inquisición. No se perdieron sin embargo las láminas o planchas, porque el Sr. Goya se apresuró a ofrecérselas al rey, y éste las mandó depositar en el Instituto de Calcografía.

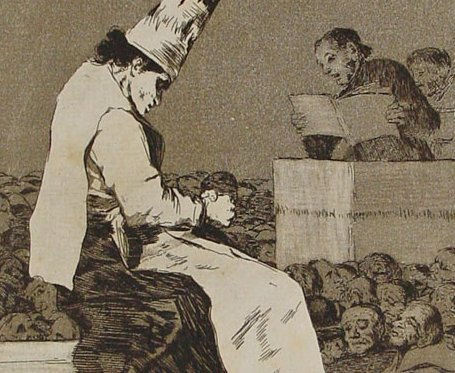
«23 (detalle).- Aquellos polvos.»...«trajeron estos lodos».
Parece ser que la Inquisición entendió que el lema iba dirigido, no al reo como a primera vista parecía, sino al tribunal. Por este motivo, la obra fue delatada a la Inquisición.

Así en 1803 para salvar los Caprichos, Goya decidió ofrecer las planchas y todas las series disponibles (240) al rey, con destino a la Real Calcografía, a cambio de una pensión para su hijo. En 1825 escribiría que había sido denunciado a la Inquisición. Posiblemente Goya se quedó con algunas series, que vendió en Cádiz durante la Guerra de la Independencia. Según el manuscrito del Museo del Prado, en la última hoja señala que el librero Ranza se llevó 37 ejemplares. Según ello, o Goya o la Calcografía sacaron ejemplares a la venta en Cádiz en 1811. Considerando que en el oficio de donación al rey se decía que se vendieron al público 27 ejemplares, de esta primera serie se debieron tirar un total de unos 300 ejemplares.
Por tanto debió ser la denuncia a la Inquisición, la que motivó la cesión interesada a la Calcografía del Rey de esta primera edición, realizada en tinta rojiza o sepia. Es preciso resaltar la situación ambivalente de Goya, cercano a los ilustrados, pero fuertemente relacionado con el poder tradicional como pintor del rey y de su aristocracia, que le permitió solicitar el auxilio del rey y obtener su protección.
Como la obra era enigmática pronto surgieron comentarios manuscritos contemporáneos que se han conservado, intentando dar sentido a las láminas. El conservado en el Museo del Prado es el más conocido y el más cauto y ambiguo, evita comentarios peligrosos dando carácter general e inconcreto a las estampas más comprometedoras, especialmente los referentes a asuntos religiosos y políticos. Los otros dos, el que fue del dramaturgo López de Ayala y el de la Biblioteca Nacional, con un lenguaje libre inciden en la crítica clerical, política o hacia personas concretas.
La segunda edición pudo ser realizada entre 1821 y 1836, impresa ya como todas las siguientes por la Real Calcografía Nacional. La última es de 1936-1939 durante la guerra civil española. Las planchas ante tantas ediciones se encuentran muy fatigadas y algunas ya no pueden reproducir los efectos inicialmente previstos. Harris consideró que de la estampa n.º 1, la más empleada, debieron hacerse en total alrededor de dos mil estampaciones.
Goya ideó alguna estampa más para los Caprichos que por motivos desconocidos no incluyó en la serie. Así se conservan tres pruebas de tres grabados diferentes en la Biblioteca Nacional de Madrid y dos pruebas de otros dos grabados en la Biblioteca Nacional de París. Además en el Museo del Prado hay cinco dibujos con signos de haber sido reportados a planchas.

## Temática
Los Caprichos carecen de una estructura organizada y coherente, pero posee importantes núcleos temáticos. Los temas más numerosos son: la superstición en torno a las brujas, que predominan a partir del Capricho 43 y que le sirve para de forma tragicómica expresar sus ideas sobre el mal; la vida y el comportamiento de los frailes; la sátira erótica que relaciona con la prostitución y el papel de la celestina; y en menor número la sátira social de los matrimonios desiguales, de la educación de los niños, de la Inquisición.
Goya criticó éstos y otros males sin seguir un orden riguroso. De forma radicalmente novedosa, mostró una visión materialista y desapasionada, en contraste con la crítica social paternalista que se realizaba en siglo XVIII que encaminaba sus esfuerzos a reformar la conducta errónea del hombre. Goya se limitó a mostrar escenas tenebrosas aparentemente cotidianas ideadas en unos escenarios extraños e irreales.
Prácticamente en la primera mitad presentó sus grabados más realistas y satíricos criticando el comportamiento de los seres humanos desde el prisma de la razón. En la segunda parte muestra grabados fantásticos donde abandonó el punto de vista racional y siguiendo la lógica del absurdo pintó visiones delirantes con seres extraños.
En la primera parte, uno de los grupos más numeroso y más autobiográfico es el dedicado a la sátira erótica. El amargo desengaño amoroso con la duquesa de Alba está planteado en varias estampas donde principalmente critica la inconstancia de la mujer en el amor y su impiedad con los amantes. La feminidad es planteada como señuelo donde la dama seduce sin comprometer su corazón. Además y como contrapunto aparece en segundo plano la confidente y guía de la amores femeninos, la vieja celestina.
|  |  |  |

Un segundo grupo critica los convencionalismos sociales, Goya lo hace deformando hasta la exageración los rasgos de los que encarnan los vicios y torpezas humanas. La contemplación de estos individuos no ofrece lugar a dudas, la ferocidad con que están presentados nos lleva de forma irremediable a condenarlos sin remisión. En las imágenes que se presentan a continuación se critican los matrimonios de conveniencia y la lascivia masculina.
|  |  |  |

También hay varios casos donde dos láminas se encuentran relacionadas entre sí. Ya sea porque una es continuación cronológica de la otra o porque exponen el mismo tema de forma diferente.
En las imágenes de la izquierda se muestra dos estampas relacionadas. A su vez el capricho 42 «Tú que no puedes» también está incluido en otro grupo, el de las Asnerías (6 láminas de la 37 a la 42), donde imitando a los fabulistas, se representa la estupidez del burro para criticar las profesiones intelectuales.
|  |

|  |

En el Capricho 42, dos campesinos llevan a cuestas como bestias de carga a la nobleza y a los frailes ociosos, que son representados como dos burros contentos. Los campesinos sufren por cargar con el extremado peso. El título «Tú que no puedes» es la primera parte de un refrán popular que concluye «llévame a cuestas», y resalta lo que ya empezaban a pensar los ilustrados de finales del siglo XVIII sobre la incapacidad e impotencia del pueblo. Además añade la metáfora habitual del pueblo cargando con las clases ociosas. Pero representa a las clases ociosas como burros mientras que a los campesinos los representa con la dignidad de hombres. La lámina nos muestra que el mundo está al revés y que el sistema social era totalmente inadecuado.
El Capricho 63 trata el mismo tema, pero el fracaso de la reforma agraria ha provocado el pesimismo del autor y ha movido su radicalización. Así los campesinos se han convertido en unos seres parecidos a los asnos, mientras que los jinetes son representados ahora como dos monstruos, el primero con cabeza, manos y pies de ave de rapiña y el segundo con cara de tonto, orejas de burro y parece rezar. Antes podía haber esperanzas de que los hombres se quitaran la carga de los burros estúpidos, pero en la segunda estampa no hay esperanza, los oprimidos se han embrutecido y uno de los monstruos que les dominan es un ave voraz.
El grupo más original donde la fantasía goyesca alcanzó la máxima expresión con las invenciones más desbordantes se conoce como Brujerías o Sueños. Sorprende advertir como cambia aquí radicalmente la inspiración goyesca. Ortega y Gasset dijo sobre ello que en este Goya brota repentinamente y por primera vez el Romanticismo, desarrollando un mundo de seres misteriosos y demoníacos que el hombre lleva en el subterráneo de su ser. Azorín habló de la realidad demoníaca de los Caprichos frente a la visión realista de los otros maestros. López Rey opinó que en esta parte el mal en los Caprichos está reducido al absurdo, dibujando lo demoníaco como fruto del error del hombre por separarse de las vías de la razón.
Según Helman, que estudió las referencias literarias de los Caprichos, la inspiración más directa para las Brujerías la encontró Goya en su amigo Moratín y en la reimpresión que este realizó del auto de fe sobre brujería que la Inquisición celebró en Logroño en 1610. Aunque los autos de la Inquisición eran infrecuentes al final del siglo XVIII, se podían leer los más importantes procesos del siglo XVII y Moratín que veía en estos procesos una farsa monstruosa a las supuestas brujas, decidió reeditar, añadiendo sus comentarios burlescos, el más célebre de todos los procesos a la brujería, este de Logroño de 1610. Los especialistas han dudado de esta hipótesis de Helman, pues la reedición de Moratín es bastante posterior a los Caprichos; pero de una u otro manera, Goya tuvo acceso a este u otro material similar pues las coincidencias son muy importantes.
Goya en las brujerías ha dado por concluidas sus inquietudes personales de sátiras sobre la inconstancia femenina o la censura de los vicios sociales, y ahora cree en la existencia del mal y lo expresa en seres de una fealdad repulsiva. Mediante una fantasía desbordante deforma los rasgos de los rostros y cuerpos de estas brujas tragicómicas sugiriendo nuevas formas de malignidad.
|  |  |  |

|  |  |  |  |

Un grupo que se desarrolla paralelo al de las brujas es el de los duendes. La creencia en duendes era una superstición menor, que no inspiraba terror y se les veía de forma familiar, festiva y burlona. Además en la segunda mitad del siglo XVIII la palabra duende significaba a menudo fraile, ello explica que los duendes de Goya vayan vestidos con hábitos religiosos. Goya parece tratarlos inicialmente tal como se intuían los duendes como personajes inofensivos. Pero conforme avanzan las láminas estos se van transformando en seres siniestros cuyas actividades no tiene nada de inofensivas. Según los manuscritos de Ayala y de la Biblioteca Nacional que interpretan los Caprichos, la intención de Goya sería señalar que los verdaderos duendes son los curas y frailes que comen y beben a costa nuestra y que tienen la mano larga para coger.
|  |  |  |

|  |  |  |  |

Cronológicamente, según Camón Aznar hay tres etapas en la elaboración de estos Caprichos. Los primeros en el tiempo corresponden a aquellos más intrascendentes y se hallan dentro del clima estético de los últimos cartones con predominio de majas y amoríos, son fruto de experiencias personales marcadas por el recuerdo obsesionado de la duquesa de Alba. En la segunda etapa se aclaran las superficies destacando con nitidez las figuras, el mundo se contempla desde el escepticismo y la sátira se hace despiadada con personajes más bestiales. El último periodo de ejecución, que coincide con las láminas finales a partir de la número 43, corresponde al mundo de los delirios con seres monstruosos.

## Técnica

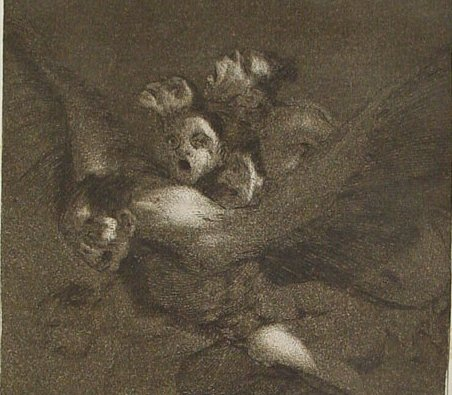
«64.-Buen viaje.» (detalle) Esta escena posiblemente está inspirada en un Auto de Fe sobre brujería celebrado por la Inquisición en Logroño en 1610.
Goya emplea los efectos de luz para resaltar las zonas de máxima expresividad. Las aguatintas consiguen poderosos contrastes pues sus negros hacen resaltar las luces violentamente, produciendo efectos de gran dramatismo.

Se han comparado los grabados de Goya y de Rembrandt, conociéndose que el pintor aragonés poseía estampas del neerlandés. Las diferencias entre ambos las señala M. Paul-André Lemoisne: Rembrandt dominaba el oficio de grabador, habitualmente comenzaba sus croquis directamente sobre la plancha, tal como hacen los pintores-grabadores. Goya, en cambio, dibujaba antes el tema sobre papel. Sus dibujos son generalmente minuciosos y cuando los grababa los simplificaba y aligeraba, por ello sus aguafuertes son más luminosos que los dibujos. Goya parece haber limitado su técnica de grabador sin procurar desarrollarla. No empleó la talla cruzada del aguafuerte y con un solo tipo de aguatinta le bastaba para llenar uniformemente todo el fondo de la estampa.
Así caracterizó Félix Boix el estilo de Goya: el peculiar y original efecto de las láminas de los Caprichos está logrado asociando el aguafuerte con tintadas de aguatinta planas y uniformes, con frecuencia muy intensas, sobre todo en los fondos y con aguatintas degradadas para conseguir distintos tonos en los modelados de ropajes, figuras y accesorios, los claros en las aguadas los conseguía con el bruñidor, alcanzando más rápidamente que con el aguafuerte solo, efectos de mancha y claroscuro.
Para pasar el dibujo a la plancha, y evitar hacerla invertida, colocaba el dibujo humedecido sobre el cobre y lo prensaba, quedando las principales líneas marcadas en el cobre y en el papel la tinta algo corrida en su contorno, aspecto hoy perceptible.
La forma de iluminación es totalmente arbitraria en estas estampas. Empleaba los efectos de luz para resaltar las zonas de máxima expresividad. Es una iluminación totalmente artificiosa y ficticia. Mediante las aguatintas conseguía en la composición contrastes muy fuertes, pues sus negros destacan las luces violentamente, produciendo efectos de gran dramatismo. También empleó las aguatintas para dar a cada figura efectos emocionales distintos mediante entonaciones diferentes de grises, graduando así los efectos emocionales de cada personaje en el conjunto.

### El dibujo
Los dibujos preparatorios eran el primer paso de todo el proceso. Parece que hay tres fases en la elaboración de estos dibujos. La primera idea o inspiración se desarrollaba con pincel a la aguada, sea en negro o en rojo. En una segunda fase se concretaban e intensificaban con lápiz rojo las expresiones y detalles. La tercera fase consistía en dibujar con pluma un boceto detallado con todos los sombreados y rasgos precisos. En pocas estampas se dieron las tres fases. En algunos casos, se concentraban las tres fases en el mismo dibujo.
El tránsito al grabado tampoco tiene un método uniforme, pero de forma sistemática retocaba buscando remarcar su mensaje. Para ello, a veces suprimía personajes y accesorios del dibujo; otras los aumentaba y complicaba. Siempre intensificaba con respecto al dibujo las expresiones de las figuras y los efectos del claroscuro e intentaba transformar el carácter anecdótico y ocasional del dibujo inicial en un tema general y universal.
Sin embargo, hay que destacar que la fidelidad al dibujo es grande. Todas las ventajas del dibujo de formar fisonomías, torcer gestos y desencajar rasgos fáciles de realizar con el lápiz se repiten sistemáticamente en el grabado con el buril.
A lo largo de la serie, se aprecia como fue adquiriendo dominio en traspasar el dibujo al grabado. Conforme Goya asimiló la técnica del grabado, el dibujo se liberó y pasó a ser algo inmediato, ya no era un trabajo inicial concienzudo que serviría de base a trabajos posteriores, progresivamente conforme dominaba la técnica del grabado se abandonaba la precisión del dibujo y surgieron obras espontáneas con gran libertad de ejecución.
Goya se inspiró para los Caprichos en muchos temas y composiciones de los dibujos de los Álbumes A y B (Álbum A o Cuaderno pequeño de Sanlúcar realizado en la residencia de la duquesa de Alba en 1796 y el Álbum B o de Sanlúcar-Madrid realizado en el mismo año 1796, o según otros autores en 1794). También hizo muchos dibujos nuevos, especialmente a la sanguina.

### El grabado
Goya realizó un considerable avance desde su anterior experiencia de grabador en los cuadros de Velázquez. Empleó con maestría el aguafuerte, pero para los fondos empleó el aguatinta.
El aguafuerte consiste en extender sobre la plancha de cobre una pequeña capa de barniz, después con un escoplo o con una punta de acero, empleándolo como un lápiz se va levantando el barniz por las zonas por donde pasa la punta. Después se extiende el ácido o aguafuerte que ataca únicamente las zonas no protegidas por el barniz que se han levantado previamente con la punta. Luego se entinta la plancha, con lo que se cubrirá únicamente las zonas mordidas, se pone un papel húmedo sobre la plancha y se pasa por los rodillos quedando la estampa grabada.
El aguatinta es otra técnica que consiste en extender una capa de polvo de resina sobre la plancha. Según se deje caer más o menos resina salen unos tonos más claros o más oscuros. Se calienta y la resina se adhiere al cobre y al introducirse en el ácido, la parte con menos espesor es mordida por el ácido con mayor intensidad, mientras el resto es atacado de forma más débil.
El aguatinta le permitió tratar el grabado como si fuera una pintura trasladando los colores a toda la gama desde el blanco al negro pasando por todos los matices intermedios de grises (o rojos si el grabado se realiza con tinta roja o sepia).
Goya hizo muchas pruebas de estado de los grabados y cuando el resultado no le convencía, retocaba una y otra vez el aguafuerte o la aguatinta hasta que lo encontraba satisfactorio. Tomás Harris, artista y crítico, aportó sus conocimientos especializados para describir cómo Goya elaboraba sus grabados:
... en primer lugar grababa la plancha de cobre y al sacarla del baño de ácido tomaba una o dos pruebas de la plancha recién mordida. Estas pruebas las retocaba a veces con la pluma, el lápiz o carboncillo para guiarse en las adiciones que pretendía hacer en la plancha...tomó pruebas de estado antes y en el curso del bruñido al aguatinta... retocaba con la punta seca o el buril en cada uno de los pasos... Goya utilizaba el bruñidor y el raspador con una facilidad extraordinaria, quitando (si no le convencía) de una plancha áreas tan amplias de aguatinta que su existencia original solo nos es conocida por una prueba de artista... Han sobrevivido pocas estampaciones de ensayo, aunque es evidente en los casos que utilizó técnica mixta, debió tomar pruebas de estado en el transcurso del grabado.

## Las leyendas
En los caprichos, el aspecto visual constituye la parte básica para lo que han sido concebidas. Pero también existen unos textos de gran relevancia para la comprensión de los mensajes visuales. Además de los sugerentes títulos de las estampas, Goya y sus contemporáneos dejaron escritas numerosas anotaciones y comentarios en pruebas y primeras ediciones. También sabemos que era habitual desde comienzos del siglo XVIII comentar en tertulias las colecciones de estampas satíricas. Algunas de estas opiniones se han conservado en forma de explicaciones manuscritas. Gracias a ellas conocemos cuál era la opinión de sus contemporáneos sobre las estampas y por tanto cuál es la interpretación que hizo la época de las mismas. Se conocen casi una decena de comentarios manuscritos.
El comentario más importante, personal y definidor es el que tienen los grabados a su pie. Muestran el pensamiento de Goya. De forma compendiosa y enérgica sintetiza una situación o un tema. Sus aforismos siguen el modo de Gracián. Son cortantes y desgarrados con un fondo de burla cruel. A veces estos títulos son tan ambiguos como los temas y ofrecen una primera interpretación literal y una segunda violentamente crítica mediante juegos de palabras extraídos de la jerga de la picaresca.
Sobre los manuscritos contemporáneos se mencionan a continuación los más divulgados. El manuscrito llamado de Ayala, que fue propiedad de este dramaturgo, es quizás el más antiguo y menos discreto pues no duda en señalar como destinatarios de las sátiras a grupos profesionales o personas concretas como la reina o Godoy. En el manuscrito del Prado, una mano desconocida escribió en la primera página del mismo: esta «explicación de los Caprichos de Goya está escrita de su propia mano». Sin embargo el estilo literario del manuscrito del Prado no concuerda con el carácter vivaz y agudo de las cartas de Goya, por lo que se duda de su autoría. Cardedera, primer coleccionista de su obra gráfica, pensaba que la Real Calcografía estuvo considerando imprimir esta explicación del Prado junto con los grabados, pero no lo hizo porque criticaba abiertamente los vicios de la Corte. Existe una relación entre los manuscritos de Ayala y el Prado, pues treinta explicaciones comparten frases o expresiones al pie de la letra o con pequeñas variaciones. Con toda probabilidad una versión deriva de la otra y puede ser que sea la de Ayala la que deriva del Prado. Ambas series han sido copiadas y alteradas con el tiempo surgiendo otras versiones. El manuscrito de la Biblioteca Nacional que publicó por primera vez Edith Helman en su libro Trasmundo de Goya parece incorporar entre paréntesis material procedente de las adendas del manuscrito del Prado. Según Camón Aznar, el manuscrito del Prado desvirtúa la intención goyesca y pretende ser una cortina de humo que oculta lo trascendente de las estampas y el manuscrito de Ayala es marcadamente anticlerical.

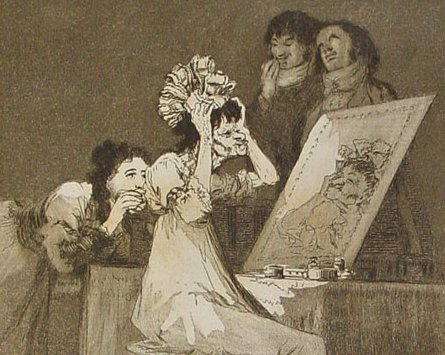
«55.- Hasta la muerte.» (detalle)

Aunque Goya resaltó su interés en lo universal y la ausencia de críticas concretas, desde su publicación se ha intentado situar la sátira en el clima político de su época, por lo que se especulado personalizando las figuras de estos Caprichos en la reina María Luisa, Godoy, Carlos IV, Urquijo, Morla, las duquesas de Alba, Osuna y Benavente, etc.
Se muestran dos ejemplos donde se puede ver la incidencia de los títulos y de los comentarios contemporáneos.
En el Capricho 55 una vieja fea, flaca y desdentada se está arreglando frente al espejo y engañada por su vanidad se muestra contenta con lo que ve. Junto a ella y en contraste la observa una sirvienta joven sana y maciza de carnes. Para remarcar más la acción dos jóvenes se mofan de la farsa. El artista refuerza la sátira con el mazazo del título «Hasta la muerte», sarcasmo demoledor que remata la escena.

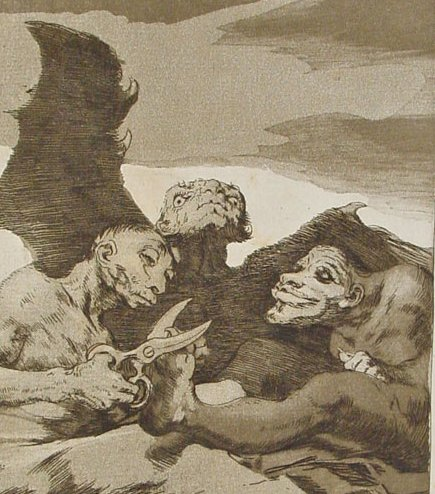
«51.- Se repulen.» (detalle)

 El comentario del manuscrito del Prado dice: «hace bien en ponerse guapa; son sus días; cumple setenta y cinco años y vendrán las amigas a verla». El de Ayala agrega: «La Duquesa vieja de Osuna». Otros manuscritos ven en la vieja vanidosa a la reina María Luisa. Es improbable que fuese la duquesa de Osuna pues esta familia le favorecía con repetidos encargos y en cuanto a la reina tampoco parece posible pues contaba entonces con 47 años.
En el Capricho 51 un ser monstruoso corta las uñas a un compañero, mientras un tercero con sus alas tapa a los anteriores. Es difícil con la mentalidad actual entender esta sátira, si analizamos los rostros quizás convengamos que están tramando algo, el del cuello estirado parece vigilante, poco más. Incluso el título describe la escena contemplada, «Se repulen», realmente se están repuliendo, embelleciéndose.
El manuscrito del Prado tampoco aclara nada: «Esto de tener las uñas largas es tan perjudicial que aún en la brujería está prohibido». Sin embargo los contemporáneos de Goya si vieron en esta escena una sátira feroz al Estado. Así el manuscrito de Ayala señala que «los empleados ladrones se disculpan y tapan unos a otros». Mientras que el manuscrito de la Biblioteca Nacional todavía va más lejos: «Los empleados que roban al Estado, se ayudan y sostienen unos a otros. El Jefe de ellos levanta erguido su cuello, y les hace sombra con sus alas monstruosas».

## Las ediciones

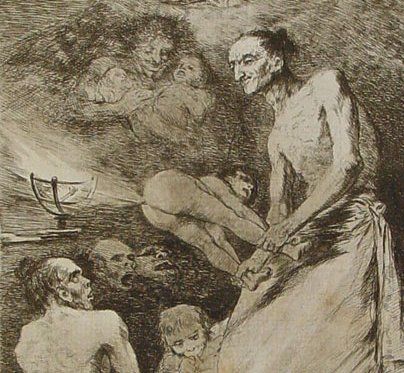
«69.- Sopla.» (detalle)El chupado y soplado de niños descritos en las prácticas brujeriles del Auto de Fe de Logroño fue interpretado por Goya en varios dibujos y grabados.

El conocimiento de los Caprichos solo se puede adquirir contemplando cada una de las estampas tal como pretendió su autor. Por ello se ha estimado conveniente mostrar y analizar cada una de ellas.
Hay discrepancias entre los catalogadores de la obra gráfica de Goya en el número de ediciones de los Caprichos, especialmente sobre las producidas en el siglo XIX. A partir de la segunda edición fueron todas ellas realizadas por la Real Calcografía Nacional, siendo la segunda según Carderera impresa entre 1821 y 1836; la tercera en 1853; la cuarta y la quinta en 1857; la sexta en 1860/1867 y las restantes del siglo XIX en 1868, 1872, 1873, 1874, 1876, 1877 y 1881.
No se pueden confirmar otras dos ediciones citadas por Vindel de 200 ejemplares entre 1881-1886 y otros 230 ejemplares entre 1891-1900, pues no existe documentación ni a favor ni en contra.
En el siglo XX se realizó una edición entre 1903 y 1905; una segunda entre 1905 y 1907; una tercera en 1908-1912; una cuarta entre 1918 y 1928, una quinta en 1929 y la sexta y en 1937 durante el Gobierno de la República. Por tanto en total se tiene constancia de veinte ediciones: una en el siglo XVIII, doce en el XIX y siete en el XX.
El color de la tinta ha ido variando: ligeramente rojiza en la primera edición y en las siguientes se empleó sepia, negra o azul. La calidad y el tamaño del papel ha ido variando, así en la primera edición las hojas eran de 220x320mm mientras que ha habido alguna edición de 300x425mm.
Conforme se han sucedido las ediciones han ido apareciendo arañazos y deterioros en las planchas, especialmente desgastadas están las aguatintas.
Existen ediciones facsímil, no provenientes de las planchas originales, realizadas por editoriales externas a la Calcografía Nacional de fidelidad y calidad variable, tres de las más conocidas o extendidas son: las del Centro Editorial Artístico de Barcelona de M Seguí y Riera en 1884, la editorial francesa Jean de Bonnot de 1970 y la editorial española Planeta de 2006.

## Las estampas una a una
Como señala Sánchez Cantón en su libro sobre los Caprichos, merced al conocimiento de su elaboración y del ambiente en que se gestaron, se acrecentará el disfrute, se descubrirán aspectos ocultos o arduos y se advertirá su valor de documento histórico. Ello se pretende desarrollar en los artículos siguientes a partir de la bibliografía disponible.
- Capricho n.º 1: «Francisco Goya y Lucientes, Pintor.»
- Capricho n.º 2: «El sí pronuncian y la mano alargan al primero que llega.»
- Capricho n.º 3: «Que viene el coco.»
- Capricho n.º 4: «El de la Rollona.»
- Capricho n.º 5: «Tal para cual.»
- Capricho n.º 6: «Nadie se conoce.»
- Capricho n.º 7: «Ni así la distingue.»
- Capricho n.º 8: «¡Que se la llevaron!»
- Capricho n.º 9: «Tántalo»
- Capricho n.º 10: «El amor y la muerte.»
- Capricho n.º 11: «Muchachos al avío.»
- Capricho n.º 12: «A caza de dientes.»
- Capricho n.º 13: «Están calientes.»
- Capricho n.º 14: «¡Qué sacrificio!»
- Capricho n.º 15: «Bellos consejos.»
- Capricho n.º 16: «Dios la perdone. y era su madre.»
- Capricho n.º 17: «Bien tirada está.»
- Capricho n.º 18: «Y se le quema la casa.»
- Capricho n.º 19: «Todos caerán.»
- Capricho n.º 20: «Ya van desplumados.»
- Capricho n.º 21: «¡Cuál la descañonan!»
- Capricho n.º 22: «¡Pobrecitas!»
- Capricho n.º 23: «Aquellos polvos.»
- Capricho n.º 24: «No hubo remedio.»
- Capricho n.º 25: «Si quebró el cántaro.»
- Capricho n.º 26: «Ya tienen asiento.»
- Capricho n.º 27: «¿Quién más rendido?»
- Capricho n.º 28: Chitón
- Capricho n.º 29: «Esto sí que es leer.»
- Capricho n.º 30: «¿Por qué esconderlos?»
- Capricho n.º 31: «Ruega por ella.»
- Capricho n.º 32: «Porque fue sensible.»
- Capricho n.º 33: «Al conde palatino.»
- Capricho n.º 34: «Las rinde el sueño.»
- Capricho n.º 35: «Le descañona.»
- Capricho n.º 36: «Mala noche.»
- Capricho n.º 37: «¿Si sabrá más el discípulo?»
- Capricho n.º 38: «¡Bravísimo!»
- Capricho n.º 39: «Hasta su abuelo.»
- Capricho n.º 40: «¿De qué mal morirá?»
- Capricho n.º 41: «Ni más ni menos.»
- Capricho n.º 42: «Tú que no puedes.»
- Capricho n.º 43: «El sueño de la razón produce monstruos.»
- Capricho n.º 44: «Hilan delgado.»
- Capricho n.º 45: «Mucho hay que chupar.»
- Capricho n.º 46: «Corrección.»
- Capricho n.º 47: «Obsequio al maestro.»
- Capricho n.º 48: «Soplones.»
- Capricho n.º 49: «Duendecitos.»
- Capricho n.º 50: «Los Chinchillas.»
- Capricho n.º 51: «Se repulen.»
- Capricho n.º 52: «¡Lo que puede un sastre!»
- Capricho n.º 53: «¡Que pico de oro!»
- Capricho n.º 54: «El vergonzoso.»
- Capricho n.º 55: «Hasta la muerte.»
- Capricho n.º 56: «Subir y bajar»
- Capricho n.º 57: «La filiación»
- Capricho n.º 58: «Trágala perro.»
- Capricho n.º 59: «¡Y aún no se van!»
- Capricho n.º 60: «Ensayos.»
- Capricho n.º 61: «Volavérunt.»
- Capricho n.º 62: «¡Quién lo creyera!»
- Capricho n.º 63: «¡Miren que graves!»
- Capricho n.º 64: «Buen viaje.»
- Capricho n.º 65: «¿Dónde va mamá?»
- Capricho n.º 66: «Allá va eso»
- Capricho n.º 67: «Aguarda que te unten.»
- Capricho n.º 68: Linda maestra
- Capricho n.º 69: Sopla
- Capricho n.º 70: Devota profesión
- Capricho n.º 71: Si amanece, nos vamos
- Capricho n.º 72: No te escaparás
- Capricho n.º 73: Mejor es holgar
- Capricho n.º 74: No grites, tonta
- Capricho n.º 75: ¿No hay quién nos desate?
- Capricho n.º 76: Está vuestra merced... pues, como digo... ¡eh! ¡cuidado! si no...
- Capricho n.º 77: Unos a otros
- Capricho n.º 78: Despacha, que despiertan
- Capricho n.º 79: Nadie nos ha visto
- Capricho n.º 80: Ya es hora

## Influencias de la obra
A pesar de --o debido a-- que los Caprichos fueron retirados del mercado en España pocos días tras su publicación en febrero de 1799, muy pronto comenzaron a circular ejemplares hacia Inglaterra y Francia, donde esta serie de grabados continuó siendo la única obra que se conocía de Goya hasta muchos años después. Sin duda uno de los primeros ejemplares que salió de España fue el de Ferdinand Guillemardet, retratado por Goya en 1798 (Louvre) durante su estancia en Madrid como embajador, llevándolo consigo a Francia alrededor de 1800. También destaca el ejemplar de Vivant Denon, que entró en Francia alrededor de 1809 y fue adquirido por la Biblioteca Nacional de Francia a la muerte de éste en 1827. Delacroix conoció desde su adolescencia a través de Guillemardet (padre de sus amigos Louis y Félix) el retrato pintado por Goya así como su ejemplar de los Caprichos, cuyas figuras estudió y copió exhaustivamente durante los años c.1819-1824, llegando a realizar más de cuarenta copias, en su mayoría dibujos. Delacroix fue un pionero de su generación en interesarse por Goya, y aunque sus copias de los Caprichos eran estudios privados, el interés de los artistas de su generación por Goya contribuyó a formar la imagen del Goya satírico y crítico con la jerarquía y los valores morales de la sociedad española que se extendió en el periodo romántico francés.
La percepción de Baudelaire sobre los Caprichos supuso un avance considerable en la comprensión de Goya. Su concepción sobre la modernidad del pintor español alcanzó una gran difusión. Su artículo sobre los Caprichos fue publicado en Le Present (1857), en L'Artiste (1858) y en la colección Curiosités Esthétiques (1868):

En España, un hombre extraordinario ha abierto horizontes nuevos al espíritu de lo cómico... en ocasiones se deja llevar por la sátira violenta, y a veces, trascendiéndolo, presenta una visión de la vida esencialmente cómica... Goya es siempre un gran artista y a menudo un artista aterrador...añadió a ese espíritu satírico español, fundamentalmente alegre y jocoso, que tuvo su día en la época de Cervantes, algo mucho más moderno, una cualidad muy apreciada en la época actual, un amor por lo indefinible, un sentido de contrastes violentos, de lo aterrador de la naturaleza, de los rasgos humanos que han adquirido características animales... es extraño que este anticlerical haya soñado tan frecuentemente con brujas, aquelarres, magia negra, niños cociéndose en un asador y muchas cosas más: todas las orgías del mundo de los sueños, todas las exageraciones de las imágenes alucinógenas, y por añadidura, todas esas jóvenes españolas, delgadas y blancas que las inevitables brujas lavan y preparan para sus pactos secretos o para la prostitución nocturna.¡El aquelarre de la civilización!.¡ Luz y oscuridad, la razón y la sinrazón se enfrentan en todos estos horrores grotescos!...
Charles Baudelaire sobre Los Caprichos de Goya en Le Present.

La imagen romántica de Goya pasó de Francia a Inglaterra y se mantuvo en España. Tuvo su auge en las tres últimas décadas del siglo XIX. Lo mismo sucedió en Alemania.
MacColl (1902), crítico inglés, destacó las influencias de Goya en los impresionistas incluyéndolo entre los precursores del arte moderno: la forma en que capta la atención «parece anticipar media docena de estilos modernos»; su intensidad y valentía son determinantes para Manet; su «inspiración diabólica» sentó el precedente de las de Félicien Rops, Toulouse-Lautrec y Aubrey Beardsley.

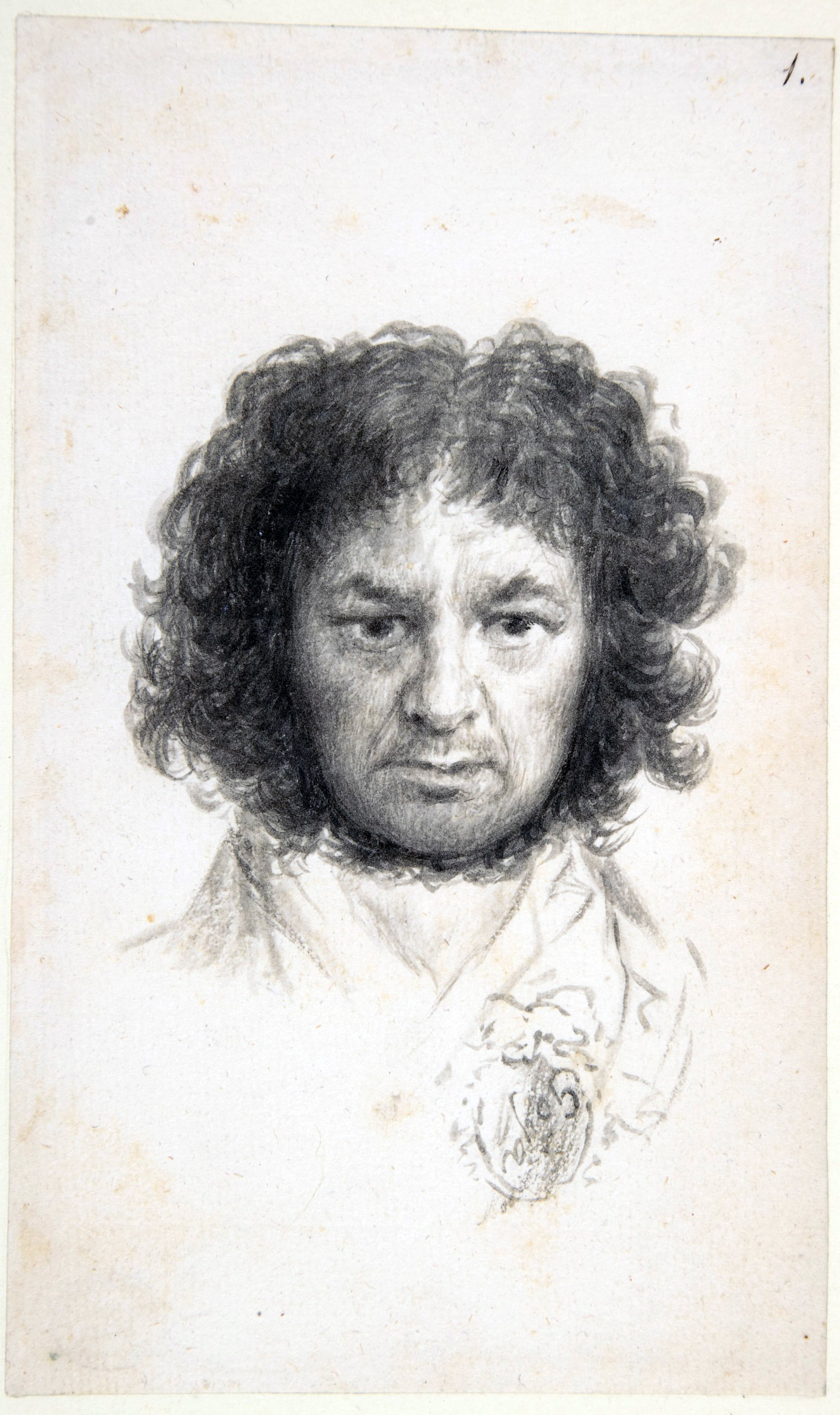
Autorretrato de Goya de 1795.

En la última década del siglo XIX, las nuevas generaciones de artistas preferían sus fantasías menos explícitas y más sugerentes de los sueños en la segunda parte de los Caprichos. MacColl, ya citado, destacaba la capacidad de los grabados para provocar una respuesta emocional. Así inspiró a la generación de Kandinsky, que había dejado la contemplación exterior para volverse introspectivos. La atracción del contenido emocional de Goya en los artistas y críticos del Expresionismo de primeros del siglo XX influyó a Nolde, Max Beckmann, Franz Marc y sobre todo Paul Klee. Según Mayer, el expresionismo de Goya se aprecia con mayor fuerza en sus dibujos. Por tanto, Los Caprichos que habían sido encumbrados hasta entonces por su simbolismo político y moral, pasaron a considerarse, junto con los Disparates, una obra misteriosa y emotiva del pintor.
En la tercera década del siglo XX, el Surrealismo asoció el subconsciente con las obras de arte. Daniel Gascoyne, en su Breve estudio del Surrealismo (Londres, 1935), defendía que este siempre había existido y citaba entre otros a Goya y al Greco como ejemplos. Algunos surrealistas pensaron que Goya, como hacían ellos, exploró intencionadamente el mundo de los sueños. En la Exposición Surrealista Internacional de Nueva York de 1936 se expuso una selección de los Caprichos.
Malraux en su ensayo «Voces de silencio», desarrollado entre 1936 y 1951, consideró a Goya como figura central en el desarrollo del arte moderno. Según Malraux, Goya en sus primeras caricaturas, ignora y destruye el estilo moralista de los caricaturistas anteriores. Para expresarse buscó sus raíces en la profundidad del subconsciente. El artista fue eliminando progresivamente las líneas frívolas y decorativas con las que al principio trataba de complacer al público y se fue aislando estilísticamente. Los Caprichos, para Malraux, se debaten entre la realidad y el sueño, constituyendo una especie de teatro imaginario.